# Gynoplistia (Gynoplistia) conjuncta
Gynoplistia (Gynoplistia) conjuncta is een tweevleugelige uit de familie steltmuggen (Limoniidae). De soort komt voor in het Australaziatisch gebied.